# Gemerček
Gemerček (hongrois : Kisgömöri) est un village de Slovaquie situé dans la région de Banská Bystrica.

## Histoire
La première mention écrite du village date de 1427.
La localité fut annexée par la Hongrie après le premier arbitrage de Vienne le 2 novembre 1938. En 1938, on comptait 208 habitants dont 3 d'origine juive. Elle faisait partie du district de Rimavská Sobota (hongrois : Rimaszombati járás). Le nom de la localité avant la Seconde Guerre mondiale était Gemerček/Kis-Gömöri. Durant la période 1938 - 1945, le nom hongrois Kisgömöri était d'usage. À la libération, la commune a été réintégrée dans la Tchécoslovaquie reconstituée.

## Démographie

### Évolution de la population
| Année:               | 1994. | 2004.    | 2014.    | 2024.    |
| -------------------- | ----- | -------- | -------- | -------- |
| Nombre de personnes: | 134   | 115      | 101      | 88       |
| Différence:          |       | -14,17 % | -12,17 % | -12,87 % |

| Année:               | 2023. | 2024.   |
| -------------------- | ----- | ------- |
| Nombre de personnes: | 92    | 88      |
| Différence:          |       | -4,34 % |